# ボードゥアン6世 (フランドル伯)
ボードゥアン6世（ボードゥアン・ド・モンス、フランス語：Baudouin VI、1030年頃 - 1070年7月17日）は、エノー伯（ボードゥアン1世、在位：1051年 - 1070年）、およびフランドル伯（6世、在位：1067年 - 1070年）。父ボードゥアン5世の政治的長命に伴い、自身が伯に就任する以前から伯領内の政治・軍事に深く関与していた。

## 生涯
フランドル伯ボードゥアン5世とフランス王ロベール2世の娘アデルの間に長男として生まれた。
父ボードゥアン5世は、エノー伯エルマンの未亡人でエノー伯領の相続人であったリシルドとボードゥアン6世とを結婚させた。エノーは神聖ローマ帝国領であり、この結婚は皇帝ハインリヒ3世を激怒させ、ハインリヒ3世はボードゥアン父子に戦いを挑んだが敗北した。1050年から1054年にかけて、ランス伯ランベール2世はボードゥアン側に立ってハインリヒ3世と戦った。ボードゥアンは1070年7月17日に死去し、フランドルおよびエノーは息子アルヌール3世が継承することとなり、リシルドが摂政となった。しかしアルヌール3世は翌1071年にカッセルの戦いで戦死し、アルヌルフ3世の弟ボードゥアンがエノー伯位を継承した（ボードゥアン2世）。フランドル伯位はボードゥアン6世の弟ロベールに奪われた（ロベール1世）。
ボードゥアンはアスノンにサン＝ピエール教会を建設し、自らの墓所とした。

## 子女
ボードゥアンとエノー女伯リシルドとの間に以下の子女をもうけた。
- アルヌール3世（1055年頃 - 1071年） - フランドル伯、エノー伯
- ボードゥアン2世（1056年頃 - 1098年） - エノー伯